# Халфредарова сага
Халфредарова сага (исл. Hallfreðar saga vandræðaskálds) једна је од средњовековних исландских сага из циклуса Сага о Исланђанима написана током XIII века. Сага прати живот средњовековног нордијског скалда (дворског песника) Халфредура Оутарсона (965−1007) који је био званични дворски песник норвешких владара Хокона Моћног и Улава Тригвасона, а потом и ерла Ерика Хоконсона.
Садржајно има доста сличности са осталим сагама које се баве животима песника, посебно са Кормакровом, Бјердновом и Гунлаугровом сагом, али садржи знатно мање романтичарских представа и много детаљније се бави драматичним догађајима који су се дешавали током Халфредаровог преласка из традиционалне нордијске религије у хришћанство.  
Сачувана је у неколико рукописа из XIV века, а најпознатије су две верзије − Медрувадлабоук (исл. Möðruvallabók) и Флатејјарбоук (исл. Flateyjarbók) − које се сасржајно доста разликују.